# The Legend of Korra: Turf Wars
The Legend of Korra: Turf Wars é uma história em quadrinhos norte-americana publicada pela editora Dark Horse entre 2017 e 2018. Foi escrito por Michael Dante DiMartino e ilustrado por Irene Koh. Continua a história da série animada A Lenda de Korra imediatamente a partir de seu final.

## Enredo
Novos começos para Korra e Asami!
Após uma revigorante jornada no Mundo Espiritual, Korra e Asami retornam à Cidade República, mas não encontram nada além de confusões políticas e conflitos entre humanos e espíritos! O pomposo desenvolvedor Wonyong Keum planeja transformar o novo portal espiritual em um parque de diversões, potencialmente cortando uma conexão já tumultuada com os espíritos. Nos limites da cidade, Zhu Li convoca todos que pode para ajudar os milhares de evacuados famintos e desabrigados que se mudaram para lá. Enquanto isso, o novo líder implacável das Triádes, Tokuga, está determinado a unir as outras tríades sob seu comando, não importa o custo.
Para superar tudo isso, Korra e Asami prometem cuidar uma da outra — mas primeiro, elas precisam melhorar como uma equipe!.

## Produção
A graphic novel foi anunciada oficialmente em 2015, durante um painel da San Diego Comic-Con, pelos criadores da série original Michael Dante DiMartino e Bryan Konietzko, como uma história separada em três partes DiMartino escreveria a série, enquanto Konietzko seria consultor de arte. O escritor começou a trabalhar na hq em julho do mesmo ano. Brittney Williams foi originalmente anunciada como artista do projeto, mas deixando a produção e sendo substituída pela artista Irene Koh. A Dark Horse liberou algumas imagens do quadrinho antes de seu lançamento.

## Publicação
A primeira parte foi publicada em 26 de julho de 2017, ficando em 6º lugar na lista de graphic novels mais vendidos do mês. A segunda foi publicada em 17 de janeiro do ano sucessor, sendo a maior graphic novel vendida em bancas de quadrinhos daquele mês. Por fim, sua última parte foi lançada em 22 de agosto de 2018, novamente ficando no topo de vendas do mês.

## Lançamento no Brasil
Uma versão em português foi lançada no Brasil pela editora Intrínseca em 1 de março de 2023. Assim como a encadernação original, conta com 240 páginas. A tradução ficou por conta de Ulisses Teixeira.

## Impacto e importância
O quadrinho desenvolve mais do relacionamento entre Korra e Asami, que já havia sido insinuado em vários momentos da série e confirmado em seu último episódio. A mudança de mídia deu mais liberdade para que a equipe criativa pudesse trabalhar esse tipo de tema, ao contrário da série animada. O romance sáfico entre as duas personagens é um dos pontos centrais da trama, dando oportunidade para que um relacionamento bissexual fosse desenvolvido pela primeira vez no universo da série, mostrando vários momentos da relação, inclusive a "saída do armário", algo importante e, geralmente, universalmente compartilhado por pessoas queer.
O foco e a forma como o quadrinho trata desse relacionamento foi bastante elogiada por críticos, principalmente pela forma como temas LGBT foram introduzidos na série.